# En ven for livet
En ven for livet er en dansk kortfilm fra 2014 med instruktion og manuskript af Jonas Otto Mattsson.

## Handling
Hvis ens bedste veninde er alvorligt syg og inderligt ønsker at dø, skal man så hjælpe hende? Den syge Kathrine er fast besluttet på, at hun selv vil have kontrol over, hvornår hendes død skal finde sted, men i hendes veninde Helle raser en indre kamp om, hvorvidt hun skal foretage aktiv dødshjælp. Er det menneskeligt og moralsk det rigtige at gøre?